# أديليد كين
أديليد كين (بالإنجليزية: Adelaide Kane)‏ (مواليد 9 أغسطس 1990) ممثلة أسترالية. اشتهرت عن دوره في المسلسل الدرامي عهد في تجسيد شخصية الملكة ماري ستيوارت من (2013) ومن أشهر أفلامها وسبب شهرتها -التطهير (فيلم)- ويعد من أشهر أفلام سنة 2013 .

## وصلات خارجية
- أديليد كين على موقع IMDb (الإنجليزية)
- أديليد كين على موقع قاعدة بيانات الفيلم (الإنجليزية)